# Gustavo Poyet
Gustavo Poyet teljes nevén Gustavo "Gus" Augusto Poyet Domínguez (Montevideo, 1967. november 15. –) uruguayi válogatott labdarúgó, edző.

## Pályafutása

### Játékosként

#### Real Zaragoza
Az erős és termékeny gólszerző középpályás 1990-ben igazolt a spanyol Real Zaragoza-hoz. A csapattal 1994-ben megnyerte a Copa del Rey-t, majd egy évvel később a KEK-et. A döntőben az angol Arsenal-t győzték le. Poyet volt a csapatkapitány azon a mérkőzésen. 240 mérkőzésen 60 gólt szerzett a Zaragozában.

#### Chelsea
Poyet 1997 júniusában, ingyen csatlakozott a londoni Chelsea-hez. Első szezonjában ínszalagszakadást szenvedett, de a VfB Stuttgart elleni sikeres KEK-döntőn 1998. május 13-án már játszani tudott. 1998. augusztus 28-án az ő góljával nyert a Chelsea a Real Madrid ellen Európai Szuperkupát. A következő évben 14 góljával – ezzel a klub második legjobb gólszerzője lett a szezonban – segítette hozzá a Chelsea-t a 3. helyhez. Az 1999–2000-es szezonban 18 szerzett góljával ismét másodikként végzett a házi góllövőlistán.
Az új menedzser, Claudio Ranieri érkezésével a Chelsea átalakult. Ranieri a keret átlagéletkorát akarta csökkenteni, így Poyet az átigazolási listára került. A játékos 145 mérkőzésen játszott és 49 gólt szerzett.

#### Tottenham Hotspur
2001 májusában igazolt a Tottenham Hotspur-höz mintegy 2.2 millió fontért. Első szezonjában máris 14 gólt szerzett új csapatának, és a Ligakupa-döntőig segítette a Spurst, de a Blackburn Rovers ellen 2–1-re elveszítették a mérkőzést és ezzel a kupát is.

#### Válogatott
Poyet 1993-tól 2000-ig az uruguayi válogatott tagja volt. Benne volt a Copa América-győztes csapatban 1995-ben. 26 mérkőzésen lépett pályára hazája színeiben.

### Edzőként
2006. október 24-én Poyet lett a Leeds United FC segédedzője Dennis Wise menedzser mellett. 2007. október 29-én Poyet visszatért korábbi klubjához, a Tottenham Hotspur-höz, hogy az új vezetőedző, Juande Ramos mellett dolgozzon, mint segédedző.

## Sikerei, díjai

### Játékosként
- 1994 Copa del Rey – Real Zaragoza
- 1995 KEK – Real Zaragoza
- 1995 Copa América – Uruguay
- 1998 KEK – Chelsea
- 1998 UEFA-szuperkupa – Chelsea
- 2000 FA Kupa – Chelsea

### Edzőként
- 2008 Angol Ligakupa – Tottenham Hotspur